# Budapest VIII. kerületének műemléki listája
Budapest VIII. kerületében a központi védettségű műemlékeket a 2001. évi LXIV. törvény, a helyi védettséget élvező épületeket pedig a 37/2013. (V.10.) fővárosi és az 52/2011. (IX.19.) kerületi rendeletek sorolják fel.
| Kép | Megnevezés (védettség jellege, törzsszám)                                                                      | Cím (helyrajzi szám)                                                                                 | Megjegyzések |
| --- | --- | --- | --- |
|     | Keleti pályaudvar műemlék (15912)                                                                              | Baross tér 32951/1; 32951/2 (Posta)                                                                  | A Keleti pályaudvar felvételi épülete, épült 1881-ben eklektikus stílusban. Tervezte Rochlitz Gyula (épület) és Feketeházy János (csarnokszerkezet). |
|     | Romantikus lakóház műemlék (15605)                                                                             | Baross utca 40. 36722                                                                                | Tervezte Hild József (1843) és Diescher József (1861) |
|     | Eklektikus lakóház műemlék (15606)                                                                             | Bezerédj utca 4. 34654                                                                               | |
|     | Eklektikus lakóház műemlék (15607)                                                                             | Bezerédj utca 6. 34653                                                                               | |
|     | Eklektikus lakóház műemlék (15609)                                                                             | Bezerédj utca 10. 34651                                                                              | |
|     | Lakóépület műemlék                                                                                             | Bezerédj u. 12. – Kiss József u. 11. 34650                                                           | |
|     | Corvin Áruház műemlék                                                                                          | Blaha Lujza tér 1–2. 3t6432                                                                          | A Reiss Zoltán tervei alapján, 1926–29-ben emelt historizáló épület Blaha Lujza tér felőli homlokzata védett. Műemléki környezete a Rókus Kórház épületének (Rákóczi út 31–35.) |
|     | Kaszinó műemlék (15942)                                                                                        | Bláthy Ottó u. 13–15. 38538/1-/2                                                                     | Épült 1891-ben, Hofbauer János tervei szerint. |
|     | Dessewffy-palota műemlék (15611)                                                                               | Bródy Sándor u. 4. 36559/4                                                                           | Épült 1875–76-ban Wéber Antal tervei szerint eklektikus stílusban. |
|     | Magyar Rádió műemlék                                                                                           | Bródy Sándor u. 5–7. – Pollack Mihály tér 10. 36582                                                  | Két eklektikus lakóház összeépítéséből keletkezett a Magyar Rádió székháza. (5. sz., építtető: Festetits és 7. sz., építtető: Balassowits). |
|     | Volt Képviselőház műemlék (15612)                                                                              | Bródy Sándor u. 8. 36559/6                                                                           | Emeletes, neoreneszánsz ház, tervezte Ybl Miklós, épült 1865–67 |
|     | Tauffer-palota műemlék                                                                                         | Bródy Sándor u. 10. 36559/9                                                                          | Épült 1892-ben Schannen Ernő tervei alapján, neorokokó stílusban. |
|     | Kéményseprő-ház műemlék (15613)                                                                                | Bródy Sándor u. 15/a–15/b 36623                                                                      | Emeletes, késő klasszicista ház, tervezte Hild Károly, 1851–1855 |
|     | Törley-palota műemlék (16177)                                                                                  | Bródy Sándor u. 16. 36527                                                                            | A historizáló palotát Törley József építtette Ray Dezső tervei alapján 1894-ben |
|     | Szecessziós lakóház műemlék (16035)                                                                            | Csokonai u. 8. 34656                                                                                 | Ötszintes, hattengelyes szecessziós épület, tervezte Fodor Gyula, épült: 1902–1906 |
|     | Lakóház műemlék (15614)                                                                                        | Dankó utca 22. 35313                                                                                 | Épült Jánszky Béla és Szivessy Tibor tervei szerint 1911-ben. |
|     | Fiumei úti sírkert műemlék                                                                                     | Fiumei út 16. 38821/2                                                                                | A védettség célja a történeti és művészeti értékek, a temető karakterét adó kisépítészeti alkotások, a térszerkezeti sajátosságainak megőrzése. |
|     | Józsefvárosi pályaudvar műemlék (16317)                                                                        | Fiumei út 22–26. 38818/30                                                                            | A pályaudvar 1867-ben, a szintén műemléki védettségű lőfegyver-próbaállomás 1892-ben épült. |
|     | Art deco lakóház műemlék (16075)                                                                               | Futó u. 3. 35579                                                                                     | Három ill. négyemeletes ház, épült Halász Aladár tervei alapján, 1929–30-ban. |
|     | Gutenberg-otthon műemlék                                                                                       | Gutenberg tér 4. 36479                                                                               | A szecessziós épület 1906–12 között készült Vágó József és Vágó László tervei szerint. Eredetileg a Magyarországi Könyvnyomdászok és Betűöntők Segélyező Egylete Székháza volt |
|     | Romantikus lakóház műemlék (15616)                                                                             | Gyulai Pál u. 5. 36447                                                                               | Emeletes, gótizáló romantikus lakóház. Gerster Károly tervei szerint 1860-ban építtette Kauser János kőfaragó. |
|     | Romantikus lakóház műemlék (15617)                                                                             | Gyulai Pál u. 8. 36453                                                                               | Emeletes, romantikus lakóház, 1860 körül épült Hild József tervei alapján. |
|     | Gottgeb-ház műemlék (15905)                                                                                    | Gyulai Pál u. 13. 36443                                                                              | Kétemeletes, eklektikus stílusú sarokház. Gottgeb Antal építőmester építette saját magának 1870-ben. |
|     | Historizáló lakóház műemlék (16220)                                                                            | Horánszky utca 4. 36631                                                                              | Gottgeb Antal tervei szerint 1871-ben épült. |
|     | Volt cisztercita rendház műemlék (15644)                                                                       | Horánszky utca 6. 36632                                                                              | 1897-ben épült. |
|     | Vörösmarty Mihály Gimnázium műemlék (16054)                                                                    | Horánszky utca 11. 36616                                                                             | Az egykori Főreáltanoda 1873–74-ben Diescher József tervei szerint historizáló stílusban épült. |
|     | Eklektikus lakóház műemlék (16221)                                                                             | Horánszky utca 16. 36637                                                                             | 1896–98 között Novák Ferenc tervei szerint épült. |
|     | Jézus szíve templom (Budapest) (Lőrinc pap-téri templom és volt jezsuita kongregációs központ) műemlék (16282) | Horánszky utca 18–22. – Mária u. 21–25. 36638, 36639, 36642, 36644                                   | Egykori jezsuita épületegyüttes |
|     | Józsefvárosi plébániatemplom műemlék (15618)                                                                   | Horváth Mihály tér 35239                                                                             | Késő barokk, copf, eklektikus átalakítással, tervezői Tallherr József, 1797–98, Kasselik Fidél, 1814, Barcza Elek, 1891–95 |
|     | Volt Józsefvárosi telefonközpont műemlék                                                                       | Horváth Mihály tér 17–19. 35197                                                                      | A vasbeton építészet egyik első példája ifj. Ray Rezső tervei szerint épült 1910–16-ban. |
|     | Semmelweis Egyetem Klinikák épületegyüttes műemlék (15619)                                                     | Illés u. 25.; Tömő u. 41.; Korányi Sándor u. 2/c; Balassa u. 6. 36177/2                              | Volt Festetics-villa és pálmaház a Füvészkertben. Emeletes, kora klasszicista ház, Pollack Mihály, 1802–1803; a pálmaház romantikus, 1850 körül |
|     | Füvészkert műemlék                                                                                             | Illés u. 25.; Korányi u. 2. 36177/2                                                                  | |
|     | Bánki Donát Műszaki Főiskola műemlék (15620)                                                                   | József krt. 6.; Népszínház u. 4–10.; Csokonai u. 5. 34663                                            | A volt Technológiai Iparmúzeum Hauszmann Alajos tervei alapján 1889-ben épült. |
|     | Kora eklektikus lakóház műemlék(15621)                                                                         | József krt. 48. 35229                                                                                | Épült Hauszmann Alajos tervei alapján 1872-ben. |
|     | Eklektikus sarokház műemlék(15622)                                                                             | József krt. 50.; Baross u. 56.; Harminckettesek tere 7. 35230                                        | Épült Dörschung Antal tervei alapján 1872-ben. |
|     | Historizáló lakóház műemlék                                                                                    | József utca 37. 35180                                                                                | Épült Schomann Antal tervei alapján 1899-ben. |
|     | Ügető műemlék                                                                                                  | Kerepesi út 7. 38826                                                                                 | Az akkori Nemzeti Lovarda 1932-ben ifj. Paulheim Ferenc tervei alapján épült. |
|     | Kétemeletes, romantikus ház műemlék (15641)                                                                    | Kőfaragó utca 5. 36487                                                                               | Épült Hild Károly (1839–41), Diescher József (1847), Gottgeb Antal (1868) tervei szerint. |
|     | Négyemeletes, szecessziós lakóház műemlék                                                                      | Kőfaragó utca 7. 36486                                                                               | Épült 1909-ben Révész Sámuel és Kollár József tervei alapján. |
|     | A Természetrajzi Múzeum Növénytára (Tündérpalota) műemlék (15642)                                              | Könyves K. krt 40.; Elnök u. 13.; Villám 1-9.; Györffy I. u. 4. 38493                                | Épült 1911-ben Kőrössy Albert Kálmán tervei szerint. Volt Széchényi István Gimnázium. |
|     | Deák diák általános iskola műemlék                                                                             | II. János Pál pápa tér 4. 34694                                                                      | Orczy Gyula tervei alapján 1912–1913-ban, historizáló–szecessziós stílusban épült. |
|     | A volt Józsefvárosi Gázgyár törzsépülete műemlék (15643)                                                       | II. János Pál pápa tér 21–22. 34707                                                                  | A kétemeletes romantikus épület Diescher József tervei szerint 1855-ben épült. |
|     | Historizáló lakóház műemlék                                                                                    | II. János Pál pápa tér 22. 34616                                                                     | Rill Imre és Schomann Ferenc tervei szerint 1872-ben épült. |
|     | Historizáló lakóház műemlék                                                                                    | II. János Pál pápa tér 23. 34617                                                                     | Épült az 1880-as években. |
|     | Zichy-palota műemlék (16267)                                                                                   | Lőrinc pap tér 2., Mária u. 28., Krúdy Gy. u. 13. 36700                                              | Épült 1897-ben neobarokk, historizáló stílusban. |
|     | Lakóház műemlék                                                                                                | Mária u. 4. 36659                                                                                    | Épült Tutkovits István tervei szerint 1884-ben. |
|     | Eklektikus lakóház műemlék (15645)                                                                             | Mária u. 10. 36662                                                                                   | Épült 1870 körül. |
|     | Historizáló lakóház műemlék (16222)                                                                            | Mária u. 16. 36664                                                                                   | Épült 1872-ben Heinrich Károly tervei szerint. |
|     | Korai historizáló lakóház műemlék (16223)                                                                      | Mária u. 18. 36665                                                                                   | 1862–72 között épült. |
|     | Historizáló lakóház műemlék (16222)                                                                            | Mikszáth tér 3. 36601                                                                                | Épült 1894-ben. |
|     | ELTE Bölcsészkar műemlék (15646)                                                                               | Múzeum körút 4.; Puskin u. 5. 36558/5                                                                | Épült 1882-ben eklektikus stílusban, Weber Antal tervei szerint. |
|     | ELTE Bölcsészkar műemlék (15647)                                                                               | Múzeum körút 6–8.; Puskin u. 5. 36558/5                                                              | Épült 1880–83-ban eklektikus stílusban, Steindl Imre tervei szerint. |
|     | Magyar Nemzeti Múzeum műemlék (15649)                                                                          | Múzeum körút 14–16.                                                                                  | Épült 1837–47 között, klasszicista stílusban Pollack Mihály tervei szerint. |
|     | Kossuth Klub műemlék (16076)                                                                                   | Múzeum u. 7. 36565                                                                                   | Volt Hadik-palota, mai formáját 1912-ben nyerte el Möller István tervei alapján. |
|     | Károlyi-palota műemlék (15910)                                                                                 | Múzeum u. 11. 36563                                                                                  | Épült 1869-ben, eklektikus stílusban, Szkalnitzky Antal tervei szerint. |
|     | Károlyi-palota műemlék (16073)                                                                                 | Múzeum u. 17. 36578/1                                                                                | Az eklektikus ház 1881-ben épült a bécsi Ferdinand Fellner és Hermann Helmer tervei alapján. Átépítve az 1890-es években, 1938-ban, 1955-ben. |
|     | Klasszicista sarokház műemlék (16167)                                                                          | Nagytemplom utca 30.; Tömő u. 2. 36304                                                               | Épült 1840-ben. |
|     | Zeneiskola és bölcsőde műemlék (15916)                                                                         | Nap utca 33.; Nagytemplom u. 1–3. 35699; 35701                                                       | Épült 1875–77-ben Ybl Miklós tervei alapján. |
|     | volt Tanítónők Otthona műemlék                                                                                 | Orczy út 3–5. 36029/1-3                                                                              | A historizáló stílusú épületet 1888–1934 között több ütemben építtette közadakozásból a Mária Dorothea Egyesület tanítónőotthon céljára. 1954–92 között szlovák tanítási nyelvű iskola és (1958-ig) középfokú tanítóképző működött benne, 1993–2008. között pedig a Deák Diák Általános Iskola. 2010 óta az Avicenna International College oktatóintézmény használja. |
|     | Volt Almássy-palota műemlék (15927)                                                                            | Ötpacsirta u. 2.; Múzeum u. 13. 36581                                                                | Épült 1877-ben Gottgeb Antal tervei szerint, Almássy Kálmán számára. |
|     | Eklektikus sarokház műemlék (15615)                                                                            | Ötpacsirta u. 4.; Reviczky u. 2. 36574                                                               | Épült 1867-ben Ybl Miklós tervei szerint. |
|     | Volt Festetics-palota műemlék (15652)                                                                          | Pollack Mihály tér 3.; Bródy Sándor u. 3. 36587/2                                                    | Épült 1862-ben Ybl Miklós tervei szerint eklektikus stílusban. |
|     | Volt Esterházy-palota műemlék                                                                                  | Pollack Mihály tér 4. 36582/3                                                                        | |
|     | A Magyar Rádió Márványterme műemlék (15651)                                                                    | Pollack Mihály tér 8. 36582                                                                          | Volt Esterházy-palota, épült 1870 körül Baumgarten Alajos tervei szerint. |
|     | Volt Károlyi-palota műemlék (15650)                                                                            | Pollack Mihály tér 10. 36582/1-2                                                                     | Épült 1863–65-ben neoreneszánsz stílusban, Ybl Miklós tervei alapján. |
|     | Magyar Tisztviselők Országos Egyesületének volt székháza műemlék (16269)                                       | Puskin utca 4. 36548                                                                                 | |
|     | Volt Első Pesti Gyermekkórház műemlék (16193)                                                                  | Puskin utca 6. 36549                                                                                 | Épült 1810 körül klasszicista stílusban. |
|     | Lakóház műemlék (15974)                                                                                        | Puskin utca 24. 36528                                                                                | Épült 1872–74-ben Ybl Miklós tervei szerint. |
|     | Rákóczi téri vásárcsarnok műemlék (15658)                                                                      | Rákóczi tér 7–8.; Vásár u. 1.; Víg u. 23–27.; Déry M. u. 2. 34877                                    | Épült 1894–96-ban. |
|     | ELTE Bölcsészkar műemlék (15653)                                                                               | Rákóczi út 5. 36556                                                                                  | A volt Pannónia szálló romantikus stílusú épületét Pan József tervezte, 1867-ben készült el. |
|     | Klasszicista lakóház „Muzsikáló ház” műemlék (15654)                                                           | Rákóczi út 13. 36546                                                                                 | Tervezői: Hild József (1837), Kasselik Ferenc (1844). Diescher József (1852), Pan József (1861). |
|     | Uránia filmszínház műemlék (15655)                                                                             | Rákóczi út 21. 36508                                                                                 | Épült Schmahl Henrik tervei szerint 1895-ben. |
|     | Szent Rókus Kórház és kápolna műemlék (15656)                                                                  | Rákóczi út 31–35.; Gyulai P. u. 2.; Márkus E. u. 1.; Stáhly u. 6–10. 36434/1 kórház; 36434/2 kápolna | A barokk kápolna az 1711-es pestisjárvány emlékére épült. 1740-re készült el. |
|     | Palace szálló műemlék (16033)                                                                                  | Rákóczi út 43.; Csokonai u. 2. 34645                                                                 | Épült Komor Marcell és Jakab Dezső tervei szerint 1911-ben. |
|     | Hauer Cukrászda műemlék (16032)                                                                                | Rákóczi út 47–49. 34643/0/A/41 és 34642/0/A/2 portálja                                               | A cukrászda portálja 1930 körül készült. |
|     | Luther-udvar műemlék (15657)                                                                                   | Rákóczi út 57./a-b; Kiss J. u. 2–4.; Luther u. 1/a–1/c 34637                                         | Az udvarban szlovák evangélikus templom, romantikus, belül átalakítva., Diescher József, 1857–67 |
|     | Szecessziós lakóház műemlék                                                                                    | Rezső tér 14. 38692                                                                                  | Épült Takách Béla tervei alapján 1909-ben. |
|     | Józsefvárosi Református Egyházközség épülete műemlék (16270)                                                   | Salétrom utca 5. 34890/2                                                                             | Épült 1927-ben a 19. századi Kölber-kocsigyár falainak felhasználásával. |
|     | Izraelita temető műemlék (160620)                                                                              | Salgótarjáni út 30. 38821/5                                                                          | A temetőt 1874-ben nyitották meg és az 1950-es évek végén lezárták. |
|     | Szabó Ervin Könyvtár műemlék (15659)                                                                           | Szabó Ervin tér 1.; Baross u. 16.; Reviczky u. 1. 36744                                              | Az eklektikus stílusú volt Wenckheim-palotát Meinig Artúr tervezte 1887-ben. |
|     | Historizáló lakóház (Seenger-ház) műemlék (16325)                                                              | Tavaszmező u. 6. 35172                                                                               | Épült 1896-ban, Kauser Gyula tervei szerint. |
|     | A Népszava volt szerkesztősége műemlék (15660)                                                                 | Tolnai Lajos utca 4. 34796                                                                           | 1907-től a Népszava szerkesztősége és az SZDP titkársága. |
|     | Táncsics Mihály lakóháza műemlék (15661)                                                                       | Tömő utca 4–6. 36534                                                                                 | A romantikus lakóházat Lohr János tervezte 1872-ben. |
|     | Hunyady-palota műemlék (16224)                                                                                 | Trefort u. 3–5. 36534                                                                                | Meinig Artúr tervei alapján 1892-ben épült. |
|     | Magyarországi Evangélikus Egyház Országos Székháza műemlék                                                     | Üllői út 24. - Szentkirályi u. 51–53. 36767                                                          | Épült az 1870-es években, illetve 1906-ban, historizáló stílusban. |
|     | Heinrich-udvar műemlék                                                                                         | Üllői út 32. – Mária u. 54. 36795                                                                    | Épült Hubert József és Móry Károly tervei alapján 1893-ban. |
|     | Semmelweis Egyetem Klinikák műemlék                                                                            | Üllői út 78. 36177/1, 36177/2                                                                        | |
|     | Ludovika Akadémia műemlék (15663)                                                                              | Üllői út 80–82., Ludovika tér 1., Orczy út 1. 36030                                                  | A klasszicista épület Pollack Mihály tervei alapján 1830–36-ban épült. Megtoldva és átalakítva 1880-ban Kauser József tervei szerint |
|     | BGSZC Széchenyi István Kereskedelmi Szakgimnáziuma műemlék (15662)                                             | Vas utca 9–11. 36501                                                                                 | Épült Lajta Béla tervei alapján 1910–11-ben. |
|     | Historizáló lakóház műemlék (16225)                                                                            | Vas utca 14. – Kőfaragó u. 1. 36489                                                                  | Épült 1867-ben Frey Lajos tervei szerint. |
|     | Casa De La Musica Hostel műemlék                                                                               | Vas u. 16. 36493                                                                                     | |
|     | Lakóház fővárosi                                                                                               | Baross u. 21., Szentkirályi u. 45. 36758                                                             | Tervezte Tőry Emil, épült 1910–11-ben. |
|     | Semmelweis Egyetem, Belső Klinikai Tömb fővárosi                                                               | Baross utca 23–29.; Mária utca 33–41.; Szentkirályi utca 4–6.; Üllői út 26–28. 36771/14              | Épült 1873-ban, 1880-ban és 1882-ben Kolbenmeyer-Weber-Kiss építészek tervei szerint |
|     | Eklektikus lakóház fővárosi                                                                                    | Baross u. 36. 36724                                                                                  | 1873–74-ben épült. Buzzi Bódog és Kéler Napóleon tervezte Kortsák József megrendelésére. |
|     | Lakóház fővárosi                                                                                               | Baross u. 87/A 35726/5                                                                               | Tervezte ifj. Ray Rezső |
|     | Semmelweiss Egyetem, I. sz. Gyerekklinika fővárosi                                                             | Bókay János u. 49–55., Tömő u. 7–9., Üllői út 72–74. 36262                                           | |
|     | Volt Keglevich-palota fővárosi                                                                                 | Bródy Sándor u. 9., Szentkirályi u. 19. 36592                                                        | Dötzer Ferenc tervei alapján 1871-ben épült. |
|     | Lakóház fővárosi                                                                                               | Bródy Sándor u. 17. 36625                                                                            | Épült Schannen Ernő és Schannen Artúr tervei szerint |
|     | Lakóház fővárosi                                                                                               | Bródy Sándor u. 46. 36482                                                                            | Épült Érdi Zsigmond tervei szerint 1928-ban. |
|     | Villa fővárosi                                                                                                 | Delej u. 37., Bíró Lajos u. 25. 38626                                                                | |
|     | Volt elemi iskola fővárosi                                                                                     | Dugonics u. 17–21., Korányi Sándor u. 22–26. 36034                                                   | Épült Szabó Gyula tervei szerint 1911 körül. |
|     | Lakóház fővárosi                                                                                               | Fiumei út 12–14., Festetics György u. 11–13. 34586, 34587                                            | Épült Fodor Gyula tervei szerint. |
|     | Országos Baleseti és Sürgősségi Intézet fővárosi                                                               | Fiumei út 13–17., Dologház u. 4–12., II. János Pál pápa tér 18–19., Gázláng u. 34720                 | Épült Gerlóczy Gedeon és Körmendi Nándor tervei szerint 1936–39-ben. |
|     | Volt Budapesti Kerületi Munkásbiztosító Pénztár Székház fővárosi                                               | Fiumei út 19/a, 19/b, Alföldi u. 20., Dologház u. 7. 34722/1, 34727                                  | Épült Komor Marcell és Jakab Dezső (1912–1913) valamint Sós Aladár (1930) tervei alapján. |
|     | Lakóház fővárosi                                                                                               | Gutenberg tér 2., Bródy Sándor u. 48., Kőfaragó u. 17. 36481                                         | Épült Érdi Zsigmond tervei alapján 1927-ben. |
|     | Lakóház fővárosi                                                                                               | Horánszky u. 12. 36635                                                                               | Épült 1914-ben. |
|     | Lakóház fővárosi                                                                                               | Horánszky u. 13. 36615                                                                               | |
|     | Lakóház fővárosi                                                                                               | Horváth Mihály tér 6., Hock János u. 1. 35546                                                        | Épült Fehér Lajos tervei szerint 1911-ben. |
|     | Volt iskola és óvoda (Budapesti Fazekas Mihály Gyakorló Általános Iskola és Gimnázium) fővárosi                | Horváth Mihály tér 8–9., Baross u. 71. 35529                                                         | Épült Almási Balogh Loránd tervei alapján 1910–1912-ben. |
|     | Volt OTI bárházak fővárosi                                                                                     | II. János Pál pápa tér 14–16., Vay Ádám u. 2. 34760                                                  | Épültek 1933–35 között |
|     | Református templom és parókia fővárosi                                                                         | Kőris u. 13. 36070                                                                                   | Épült 1896-ban ill. 1942-ben. |
|     | Volt Vasas székház fővárosi                                                                                    | Magdolna u. 5–9. 35521/1                                                                             | |
|     | Nevelőotthon fővárosi                                                                                          | Mosonyi u. 6. 35521/1                                                                                | Épült Gyalus László és Mór Lajos tervei szerint 1913-ban. |
|     | Schulek Frigyes Két Tanítási Nyelvű Építőipari Szakközépiskola fővárosi                                        | Mosonyi u. 8. 34577                                                                                  | Tervezte Gyalus László. épült 1901–13-ban. |
|     | Lakóház fővárosi                                                                                               | Népszínház u. 19., Víg u. 2. 34818                                                                   | Tervezte Lajta Béla, épült 1911–12-ben. |
|     | egykori Polgári Serfőzde bérháza fővárosi                                                                      | Népszínház u. 22., Kiss József u. 21. 34679                                                          | Tervezte Vidor Emil, épült 1906 körül. |
|     | Lakóház fővárosi                                                                                               | Népszínház u. 31., Bérkocsis u. 40. 34776                                                            | Tervezte Révész Sámuel és Kollár József, épült 1912 körül. |
|     | Lakóház fővárosi                                                                                               | Népszínház u. 35. 35065                                                                              | Tervezte Málnai Béla és Haász Gyula, épült 1911–12-ben. |
|     | Lakóház fővárosi                                                                                               | Práter u. 9., Kisfaludy u. 27. 36394                                                                 | Tervezte Körössy Albert Kálmán, épült 1904–1905-ben. |
|     | Lakóház fővárosi                                                                                               | Práter u. 29/A, Futó u. 32. 36326                                                                    | Tervezte Vermes József, épült 1914-ben. |
|     | Lakó- és üzletház fővárosi                                                                                     | Rákóczi út 7. 36555                                                                                  | Tervezte Schmahl Henrik, épült 1890-ben. |
|     | Lakóház fővárosi                                                                                               | Rökk Szilárd u. 9. 36678                                                                             | Tervezte Gyalus Zoltán, épült 1910 körül. |
|     | Lakóház fővárosi                                                                                               | Rökk Szilárd u. 11. 36677                                                                            | Tervezte Gyalus Zoltán, épült 1906-ban. |
|     | Művésztelep fővárosi                                                                                           | Százados út 3–13., Stróbl Alajos u. 16. 38837/4                                                      | Tervezte Wossala Sándor |
|     | BGSZC Szász Ferenc Kereskedelmi Szakgimnáziuma és Szakközépiskolája fővárosi                                   | Százados út 6., Szörény u. 2–4. 38883                                                                | Tervezte Gyalus László, épült 1913-ban. |
|     | egykori Stühmer épület fővárosi                                                                                | Szentkirályi u. 8. 36512                                                                             | |
|     | eredetileg a Stühmer Frigyes Rt. bérháza fővárosi                                                              | Szentkirályi u. 10. 36513                                                                            | Épült 1894–97-ben. |
|     | Lakóház fővárosi                                                                                               | Szentkirályi u. 16. 36516                                                                            | Tervezte Kauser Gyula, épült 1898-ban. |
|     | egykori Szent István Társulat Nyomdája és a Király-terem fővárosi                                              | Szentkirályi u. 28–30. 36596                                                                         | Tervezte Hoffhauser Antal, épült 1889-ben. |
|     | Székesfővárosi kislakásos bérházak fővárosi                                                                    | Szörény utca 5–7., Hungária körút 32–38., Stróbl Alajos u. 22. 38878                                 | Tervezte Ybl Lajos, épült 1909–10-ben. |
|     | Rákosi Jenő háza fővárosi                                                                                      | Szűz u. 5–7. 35256                                                                                   | Tervezte ifj. Nagy István, épült 1906–1907-ben. |
|     | Iskola fővárosi                                                                                                | Tavaszmező u. 7–15., Szűz u. 1. 35246                                                                | Tervezte Pártos Gyula |
|     | Iskola fővárosi                                                                                                | Tavaszmező u. 17., Szűz u. 2. 35263                                                                  | Épült 1896-ban. |
|     | Arany Sas-udvar fővárosi                                                                                       | Üllői út 14., Baross u. 11. 36753                                                                    | Tervezte Fodor Gyula, épült 1905–1907-ben. |
|     | Révai-ház fővárosi                                                                                             | Üllői út 18. 36764                                                                                   | Tervezte Bachmann Károly, épült 1875-ben. |
|     | egykori Ganz-Mávag munkáslakótelep és kultúrház fővárosi                                                       | Vajda Péter u. 4–6., Bláthy Ottó u. 42–44., Delej u. 49–51., Golgota u. 9. 38601/1, 2                | Épült 1911-ben. |
|     | Lakóház fővárosi                                                                                               | Vas u. 3. 36505                                                                                      | Tervezte Kiss Géza, épült 1910-ben. |
|     | Lakóház fővárosi                                                                                               | Víg u. 28., Déri Miksa u. 4. 34926                                                                   | Tervezte Freund Dezső, épült 1914-ben. |
|     | Lakóház kerületi                                                                                               | Baross u. 43. 36776                                                                                  | Molnár Sándor rendelése alapján tervezte Fodor Gyula, épült 1909-ben. |
|     | Lakóház kerületi                                                                                               | Bródy Sándor u. 30b. 36518                                                                           | Tervezte és építtette Schomann Antal 1898-ban. |
|     | Haller-ház kerületi                                                                                            | Gyulai Pál u. 16., Kőfaragó u. 6. 36472                                                              | Haller Náthán rendelésére tervezte Fodor Gyula, épült 1907–1908-ban. |
|     | Lakóház kerületi                                                                                               | Krúdy u. 12., Mária u. 24. 36668                                                                     | Heyek Kálmánné rendelése alapján tervezte Hoepfner Guido és Györgyi Géza, épült 1909-ben. |
|     | Lakóház kerületi                                                                                               | Német u. 13., József u. 16–18. 34903                                                                 | Polgár Károly rendelése alapján tervezte Svarcz Jenő és Horváth Antal, épült 1911-ben. |
|     | Lisieux-i Szent Teréz-templom                                                                                  | Kerepesi út 33.                                                                                      | 1928-ban épült fel Petrovácz Gyula tervei szerint. |

A fentieken kívül műemléki jelentőségű területnek nyilvánították a Tisztviselőtelep teljes területét (38458/1,. 38458/2,. 38462,. 38466–38469,. 38475,. 38480,. 38481,. 38482/1,. 38482/2,. 38484,. 38489–38491,. 38493,. 38506/1,. 38506/2,. 38506/4,. 38506/5,. 38506/6,. 38506/7,. 38506/8,. 38506/9,. 38506/10,. 38506/11,. 38506/12,. 38507/1,. 38507/2,. 38508,. 38513,. 38514,. 38515/1,. 38515/2,. 38516–38522,. 38523/1,. 38523/2,. 38524–38528,. 38530–38537,. 38538/1,. 38538/2,. 38539–38544,. 38546–38566,. 38568,. 38569/1,. 38569/2,. 38570,. 38579,. 38580–38585,. 38586/1,. 38586/2,. 38589,. 38603/1,. 38603/2,. 38606/1,. 38606/3,. 38606/4,. 38606/5,. 38607–38612,. 38621–38624,. 38626–38647,. 38648/1,. 38648/2,. 38650–38668,. 38669/1,. 38669/2,. 38671/1,. 38671/2,. 38672,. 38673/1,. 38673/2,. 38674–38687,. 38689/1,. 38691,. 38692,. 38693/1,. 38693/2,. 38693/3,. 38703/8,. 38703/10,. 38710,. 38712,. 38723–38727,. 38728/1,. 38728/3,. 38728/4,. 38729/1,. 38729/2,. 38730–38734,. 38736,. 38738–38744,. 38745/1,. 38745/2,. 38746/1,. 38746/2,. 38747–38758,. 38760–38762,. 38763/1,. 38763/2,. 38764–38778,. 38779/1,. 38779/2,. 38780,. 38781,. 38782/1,. 38782/2,. 38783–38785,. 38786/1,. 38786/2,. 38788,. 38789/2,. 38790,. 38791,. 38792,. 38793/7,. 38794/1,. 38794/2,. 38798/1,. 38798/2,. 38799–38807 helyrajzi számú ingatlanok, a 38461,. 38474,. 38483,. 38492,. 38503,. 38504,. 38529,. 38545,. 38567,. 38591,. 38602,. 38625,. 38649,. 38670,. 38688,. 38689/3,. 38689/4,. 38689/5,. 38689/6,. 38689/7,. 38690,. 38702,. 38722,. 38735,. 38759,. 38787,. 38811 helyrajzi számú közterületek, valamint a 35929/2, 38598, 38715 helyrajzi számú közterületek fenti ingatlanok által határolt szakaszai.)
Fővárosi védelem alatt áll a József körút mindkét oldala az Üllői úttól a Blaha Lujza térig, a 36408, 36410, 36411, 36412/1, 36412/2, 36414, 36415, 36416, 36417, 36418, 36419, 36475, 36477, 36683, 36687, 36690, 36692, 36693, 36694, 36695, 36697, 36702, 36703, 36704, 36779, 36780, 36781, 36785/4, 36786, 36787, 36799, 36800, 36801, 36802, 36803, 36804, 36805, 34660, 34661, 34848, 34849, 34850, 34851, 34852, 34860, 34861, 34862, 34863, 34865, 34880, 34881, 34883, 34884, 34885, 34886, 35227, 35636, 35637, 35638, 35639, 35640, 35641, 35643, 35645, 35646, 35647, 35648, 36398, 36399, 36400, 36402/4 helyrajzi számú ingatlanok.